# Filia, Covasna
Filia (în maghiară Erdőfüle) este un sat în comuna Brăduț din județul Covasna, Transilvania, România.